# Schulgebäude Pesterwitzer Straße 23

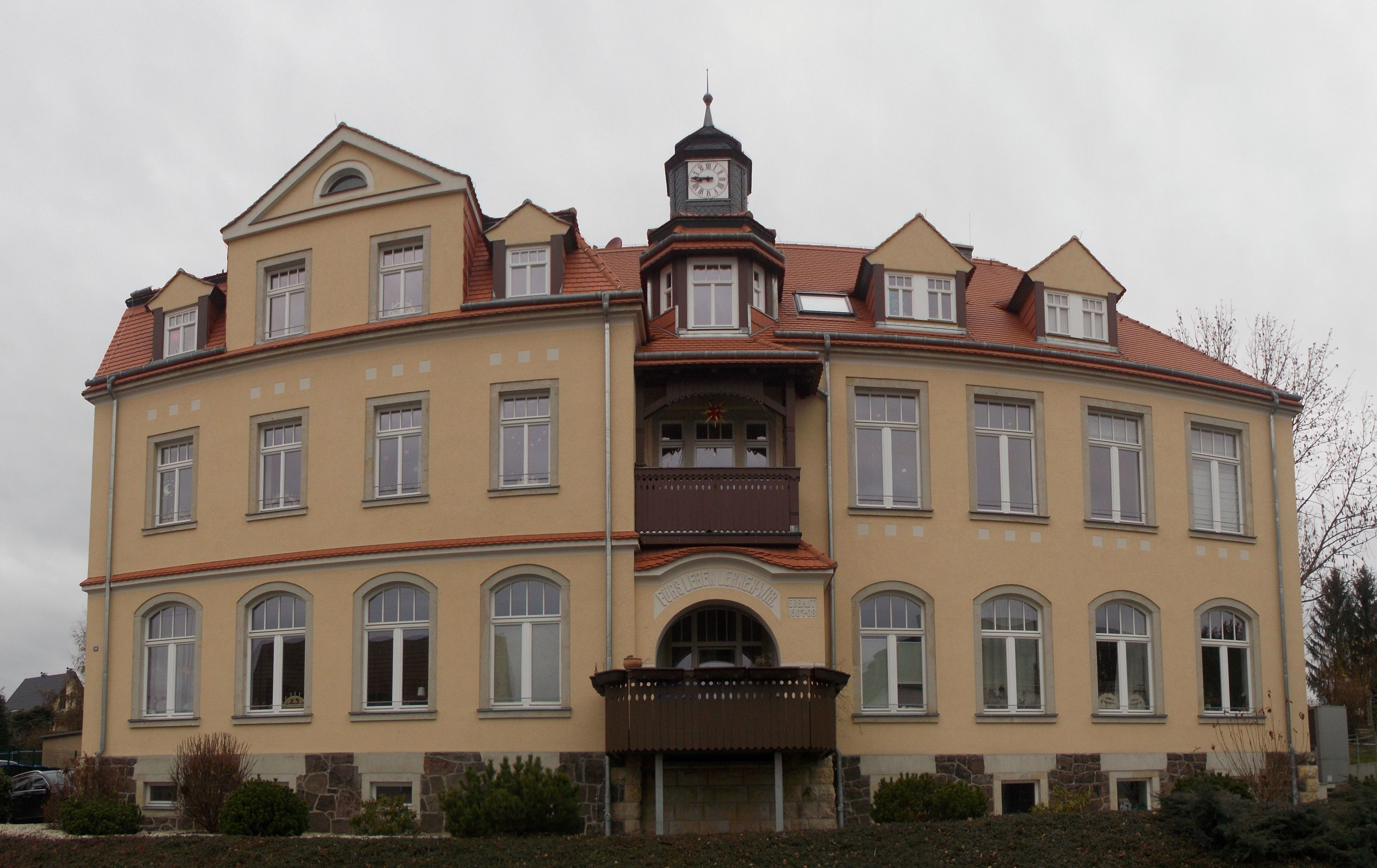
Neue Schule (2016)

Das Schulgebäude Pesterwitzer Straße 23 (Neue Schule genannt) ist ein denkmalgeschützter ehemaliger Schulbau im Freitaler Stadtteil Wurgwitz, der heute Wohnzwecken dient.

## Geschichte
Das Schulgebäude wurde 1908 unweit der ersten Wurgwitzer Schule an der Pesterwitzer Straße errichtet. Das erste Schulgebäude war aufgrund steigender Schülerzahlen im Ort zu klein geworden. Das neue Schulhaus hatte zuerst nur drei Klassenzimmer sowie Räumlichkeiten für den Schulleiter und den Hausmeister. Nach dem Zweiten Weltkrieg ließ die Gemeinde das Haus umbauen, wodurch zwei weitere Klassenzimmer entstanden. 1925 wurde neben dem Schulgebäude das neue Wurgwitzer Rathaus errichtet, in dessen Keller lange Zeit Essen für die Schüler der Neuen Schule gekocht wurde.
1982 zogen die Schüler in die neue in Plattenbauweise (Typ Dresden Atrium) errichtete Schule an der Quäne um. Die „Neue Schule“ wurde Arbeiterwohnheim, nach der Wende kam sie in Besitz des Landkreises. Er brachte Spätaussiedler im Gebäude unter. Von 1994 bis 2010 stand es leer, danach wurde es an privat verkauft, denkmalgetreu saniert und zu Wohnzwecken umgenutzt.
Aufgrund seiner bau- und ortshistorische Relevanz wurde das Gebäude vom Landesamt für Denkmalpflege Sachsen in die Kulturdenkmalliste aufgenommen.